# Львов, Александр Сергеевич
Александр Сергеевич Львов (1791—1842) — полковник Тираспольского конно-егерского полка, участник русско-турецкой войны 1806—1812 годов и войн против Наполеона 1812—1814 годов.
Родился в 1791 году. Образование получил в 1-м кадетском корпусе. В военную службу вступил 19 сентября 1807 года прапорщиком в Тираспольский драгунский полк (впоследствии конно-егерский полк).
В 1810—1811 годах принимал участие в русско-турецкой войне, за отличие в сражении при Базарджике получил золотой крест на Георгиевской ленте, а за храбрость в сражении под Шумлой орден св. Анны 3-й степени (впоследствии переименован в 4-ю степень). В бою под Видином он вторично получил орден Св. Анны 3-й степени, вскоре заменённый на Высочайшее благоволение.
С началом Отечественной войны 1812 года Львов вместе с Тираспольским полком состоял в 3-й Западной армии и прикрывал украинские губернии от польско-саксонских войск. С октября действовал на коммуникациях противника в Польше, затем находился при осаде Замостья. После соединения с Главной армией Львов принял участие в ряде сражений, за отличие в Битве народов под Лейпцигом был награждён орденом св. Владимира 4-й степени с бантом. Затем был при осаде Магдебурга и под Гамбургом. За это время он получил несколько чинов.
К 1826 году Львов был майором и женился на дочери коллежского асессора Софье Викулиной. 10 сентября 1827 года вышел в отставку, проживал в своём имении в Задонском уезде Воронежской губернии. 26 ноября 1827 года за беспорочную выслугу 25 лет в офицерских чинах ему был пожалован орден Св. Георгия IV класса (№ 4110 по кавалерскому списку Григоровича — Степанова). 7 июня 1830 года он вернулся на военную службу и вновь был зачислен в Тираспольский конно-егерский полк. Принял участие в подавлении восстания в Польше и 5 июня 1831 года за боевые отличия был произведён в подполковники, а 14 октября того же года получил чин полковника.
Летом 1833 года Тираспольский конно-егерский полк был расформирован и Львов вместе 5-м эскадроном полка переведён в Московский драгунский полк.
Скончался в 1842 году.
В собрании Государственного Эрмитажа есть портрет Александра Сергеевича Львова работы И. В. Шевцова (холст, масло; 71,2 × 53,5 см; около 1830 года; инвентарный № ЭРЖ-166). Этот портрет долгое время числился как «Портрет штаб-офицера армейского драгунского полка 1820-х гг.» работы неизвестного художника. Первым имя изображённого попытался определить В. М. Глинка, он уточнил что на картине изображён полковник в форме Тираспольского конно-егерского полка. В 1993 году была опубликована статья А. М. Горшмана, в которой он утверждал что на портрете изображён Семён Константинович Предаевич. В 2003 году А. В. Кибовский оспорил атрибуцию Горшмана и на основании документальных источников сумел доказать что на портрете изображён А. С. Львов. Хранитель русской живописи XIX века в Государственном Эрмитаже Ю. Ю. Гудыменко поддержал атрибуцию Кибовского и, в свою очередь, смог установить имя художника, написавшего портрет: Иван Владимирович Шевцов. Сначала Гудыменко и Кибовский датировали портрет около 1831—1832 года, затем датировка была уточнена на конец 1830 года.